# Flecha Valona 2021
La 85.ª edición de la clásica ciclista Flecha Valona fue una carrera en Bélgica que se celebró el 21 de abril de 2021 con inicio en la ciudad de Charleroi situado en Valonia, en la provincia de Henao, y final en el municipio de Huy sobre un recorrido de 193,6 kilómetros.
La carrera, además de ser la segunda clásica de las Ardenas, formó parte del UCI WorldTour 2021, siendo la decimoquinta carrera de dicho circuito del calendario ciclístico de máximo nivel mundial. El vencedor fue el francés Julian Alaphilippe del Deceuninck-Quick Step y estuvo acompañado en el podio por el esloveno Primož Roglič del Jumbo-Visma y el español Alejandro Valverde del Movistar, segundo y tercer clasificado respectivamente.

## Recorrido
La Flecha Valona disponía de un recorrido total de 193,6 kilómetros con algunos cambios con relación a la edición anterior, como importante novedad la línea de salida era la ciudad de Charleroi situado en la Región Valona de Bélgica donde se aumentó considerablemente su dureza al incluir un total de doce ascensiones para finalizar en el tradicional Muro de Huy.
| Cotas de la carrera |                            |              |                 |           |
| Número              | Nombre                     | Longitud (m) | Pendiente media | Kilómetro |
| ------------------- | -------------------------- | ------------ | --------------- | --------- |
| 1                   | Côte de Yvoir              | 2100         | 6 %             | 51,5      |
| 2                   | Côte de Thon               | 1200         | 6,9 %           | 85,7      |
| 3                   | Côte de Groynne            | 2100         | 5 %             | 94,9      |
| 4                   | Côte de Haut-Bois          | 1200         | 7,9 %           | 100,4     |
| 5                   | Côte de Gives              | 1400         | 7,7 %           | 114,7     |
| 6                   | Muro de Huy (1ª paso)      | 1300         | 10,2 %          | 130       |
| 7                   | Côte d'Ereffe              | 2200         | 5,6 %           | 142,7     |
| 8                   | Côte du chemin des Gueuses | 1900         | 6,5 %           | 152,2     |
| 9                   | Muro de Huy (2ª paso)      | 1300         | 9,7 %           | 161,8     |
| 10                  | Côte d'Ereffe              | 2100         | 5,6 %           | 174,4     |
| 11                  | Côte du chemin des Gueuses | 1900         | 6,7 %           | 183,9     |
| 12                  | Muro de Huy (3ª paso)      | 1300         | 9,7 %           | 193,6     |

## Equipos participantes
Tomaron parte en la carrera 25 equipos: 19 de categoría UCI WorldTeam y 6 de categoría UCI ProTeam. Formaron así un pelotón de 175 ciclistas de los que acabaron 139. Los equipos participantes fueron:
| WorldTeams (19)- AG2R Citroën Team - Astana-Premier Tech - Bahrain Victorious - Bora-Hansgrohe - Cofidis - Deceuninck-Quick Step - EF Education-Nippo - Groupama-FDJ - Ineos Grenadiers - Intermarché-Wanty-Gobert Matériaux - Israel Start-Up Nation - Jumbo-Visma - Lotto Soudal - Movistar Team - Team BikeExchange - Team DSM - Qhubeka Assos - Trek-Segafredo - UAE Team Emirates ProTeams (6)- Alpecin-Fenix - Arkéa-Samsic - Bingoal Pauwels Sauces WB - Delko - Gazprom-RusVelo - Sport Vlaanderen-Baloise |
| |

## Clasificaciones finales
- Las clasificaciones finalizaron de la siguiente forma:[4]

### Clasificación general
| \| Clasificación general \| Clasificación general \| Clasificación general \| Clasificación general \| Clasificación general \| \| Ciclista \| Ciclista \| Equipo \| Tiempo \| \| \| --------------------- \| --------------------- \| ---------------------- \| --------------------- \| --------------------- \| \| 1.º \| Julian Alaphilippe \| Deceuninck-Quick Step \| 4 h 36 min 25 s \| \| \| 2.º \| Primož Roglič \| Jumbo-Visma \| + 0 s \| \| \| 3.º \| Alejandro Valverde \| Movistar Team \| + 6 s \| \| \| 4.º \| Michael Woods \| Israel Start-Up Nation \| + 8 s \| \| \| 5.º \| Warren Barguil \| Arkéa-Samsic \| + 11 s \| \| \| 6.º \| Thomas Pidcock \| Ineos Grenadiers \| + 11 s \| \| \| 7.º \| David Gaudu \| Groupama-FDJ \| + 11 s \| \| \| 8.º \| Esteban Chaves \| BikeExchange \| + 11 s \| \| \| 9.º \| Richard Carapaz \| Ineos Grenadiers \| + 11 s \| \| \| 10.º \| Maximilian Schachmann \| Bora-Hansgrohe \| + 16 s \| \| |                       |                        |                 |
| |                       |                        |                 |
| Fuente: ProCyclingStats |                       |                        |                 |
| Clasificación general |                       |                        |                 |
| Ciclista | Ciclista              | Equipo                 | Tiempo          |
| 1.º | Julian Alaphilippe    | Deceuninck-Quick Step  | 4 h 36 min 25 s |
| 2.º | Primož Roglič         | Jumbo-Visma            | + 0 s           |
| 3.º | Alejandro Valverde    | Movistar Team          | + 6 s           |
| 4.º | Michael Woods         | Israel Start-Up Nation | + 8 s           |
| 5.º | Warren Barguil        | Arkéa-Samsic           | + 11 s          |
| 6.º | Thomas Pidcock        | Ineos Grenadiers       | + 11 s          |
| 7.º | David Gaudu           | Groupama-FDJ           | + 11 s          |
| 8.º | Esteban Chaves        | BikeExchange           | + 11 s          |
| 9.º | Richard Carapaz       | Ineos Grenadiers       | + 11 s          |
| 10.º | Maximilian Schachmann | Bora-Hansgrohe         | + 16 s          |

## Ciclistas participantes y posiciones finales
Convenciones:
- AB: Abandono
- FLT: Retiro por llegada fuera del límite de tiempo
- NTS: No tomó la salida
- DES: Descalificado o expulsado

## UCI World Ranking
La Flecha Valona otorgó puntos para el UCI World Ranking para corredores de los equipos en las categorías UCI WorldTeam, UCI ProTeam y Continental. Las siguientes tablas son el baremo de puntuación y los 10 corredores que obtuvieron más puntos:
| Posición   | 1.º | 2.º | 3.º | 4.º | 5.º | 6.º | 7.º | 8.º | 9.º | 10.º | 11.º | 12.º | 13.º | 14.º | 15.º | 16.º-20.º | 21.º-30.º | 31.º-50.º | 51.º-55.º | 56.º-60.º |
| Puntuación | 400 | 320 | 260 | 220 | 180 | 140 | 120 | 100 | 80  | 68   | 56   | 48   | 40   | 32   | 28   | 24        | 16        | 8         | 4         | 2         |

| Clasificación |                       |                        |        |
| Posición      | Ciclista              | Equipo                 | Puntos |
| ------------- | --------------------- | ---------------------- | ------ |
| 1.º           | Julian Alaphilippe    | Deceuninck-Quick Step  | 400    |
| 2.º           | Primož Roglič         | Jumbo-Visma            | 320    |
| 3.º           | Alejandro Valverde    | Movistar               | 260    |
| 4.º           | Michael Woods         | Israel Start-Up Nation | 220    |
| 5.º           | Warren Barguil        | Arkéa Samsic           | 180    |
| 6.º           | Thomas Pidcock        | INEOS Grenadiers       | 140    |
| 7.º           | David Gaudu           | Groupama-FDJ           | 120    |
| 8.º           | Esteban Chaves        | BikeExchange           | 100    |
| 9.º           | Richard Carapaz       | INEOS Grenadiers       | 80     |
| 10.º          | Maximilian Schachmann | Bora-Hansgrohe         | 68     |